# 柴田明雄
柴田 明雄（しばた あきお、1981年11月19日 - ）は、日本の元プロボクサー。神奈川県横浜市出身。第30代・第33代日本スーパーウェルター級王者。第28代OPBF東洋太平洋スーパーウェルター級王者。第59代日本ミドル級王者。第45代OPBF東洋太平洋ミドル級王者。ワタナベボクシングジム所属。

## 来歴
横浜市立汲沢中学校時代は、バスケットボールで全国3位の成績を残した。専門学校卒業と同時にボクシングを始める。保育士免許・幼稚園教諭二種免許を持ち、21歳から5年間、保育士として託児所でアルバイトをした。
2003年8月29日、プロデビュー戦に初回KO勝利を収めた。2004年6月23日、東日本ウェルター級新人王トーナメント予選では過去の対戦で勝利している荒井操（草加有沢）に初回TKO負けを喫した。
2005年5月15日、小田原アリーナで上石剛（コーエイ工業小田原）との6回戦に1-1の判定で引き分けた。
2006年10月24日、第20回KSD杯争奪B級トーナメントウェルター級決勝では過去の対戦で勝利している今井桃太郎（三迫）に5回0-3の負傷判定負けとなった。
2007年6月18日、日本ウェルター級7位・OPBF同級6位の佐々木基樹（協栄）とのウェルター級8回戦に7回0-2の負傷判定負けを喫し、2連敗となった。
スーパーウェルター級へ移り、2007年12月1日には日本ウェルター級3位・元OPBF同級王者の山口裕司（JBスポーツ）とのスーパーウェルター級8回戦で初回と3回に計3度のダウンを奪って3回TKO勝ちを収め、日本スーパーウェルター級6位・OPBF同級9位にランク入りした。
2008年4月22日、OPBF東洋太平洋スーパーウェルター級王者の日高和彦（新日本木村）と対戦し、7回2分41秒KO負けを喫し王座獲得に失敗した。
2009年11月1日、松下IMPホールで日本スーパーウェルター級王者でOPBF東洋太平洋スーパーウェルター級王者の野中悠樹（尼崎）と対戦し、12回3-0（117-113、116-113、116-114）の判定勝ちを収め日本王座並びにOPBF王座の獲得に成功した。
2010年3月25日、OPBF4位・日本1位のチャーリー太田（八王子中屋）と対戦し、8回2分26秒TKO負けで日本王座とOPBF王座の初防衛に失敗し両王座から陥落した。
2010年7月28日、渡辺浩三（齋田）とスーパーウェルター級8回戦を行い、3-0の判定勝利で再起に成功した。
2011年8月8日、日本スーパーウェルター級王者でOPBF東洋太平洋スーパーウェルター級王者のチャーリー太田と対戦し、6回1分53秒TKO負けを喫し王座返り咲きに失敗した。
2012年6月2日、日本スーパーウェルター級王者の中川大資（帝拳）と対戦し、10回3-0（96-94、96-95、98-93）の判定勝ちを収め日本王座への王座返り咲きに成功した。
2012年10月8日、日本スーパーウェルター級1位の十二村喜久（角海老宝石）と対戦し、10回3-0（3者共に97-94）の判定勝ちを収め日本王座の初防衛に成功した。
2013年1月12日、日本スーパーウェルター級1位の細川貴之（六島）と対戦し、8回2分53秒TKO勝ちを収め日本王座の2度目の防衛に成功した。
2013年5月4日、後楽園ホールで、OPBF東洋太平洋ミドル級王者の淵上誠（八王子中屋)と対戦し、9回1分7秒3-0（87-83、89-82、89-81）の負傷判定勝ちを収めOPBF2階級制覇を果たした。
2013年7月5日、日本スーパーウェルター級王座を返上した。
2013年8月25日、有明コロシアムでロンドンオリンピックミドル級金メダリストの村田諒太（三迫）と73kg契約6回戦を行い、この試合がデビュー戦となる村田に2回2分24秒TKO負けを喫した。
2014年3月1日、日本ミドル級王者中川大資と王座統一戦として1年9ヵ月ぶりに再戦し、12回3-0（115-113、116-113、117-111）の判定勝ちを収め日本王座とOPBF王座の統一に成功、日本王座の2階級制覇を達成した。
2014年7月5日、後楽園ホールで日本ミドル級2位の西田光（川崎新田）と対戦し、12回3-0（115-113、116-112、118-110）の判定勝ちを収め日本王座の初防衛、OPBF王座の2度目の防衛に成功した。
2014年12月6日、後楽園ホールで日本ミドル級2位･OPBF東洋太平洋ミドル級4位の淵上誠と再戦し、12回1分49秒TKO勝ちを収め日本王座の2度目、OPBF王座の3度目の防衛に成功した。
2015年8月8日、後楽園ホールで日本ミドル級1位の秋山泰幸（ヨネクラ）と対戦し、8回1分40秒TKO勝利で日本王座は3度目、OPBF王座は4度目の防衛に成功した。
2016年3月11日、後楽園ホールで日本ミドル級1位・OPBF東洋太平洋ミドル級4位の西田光と再戦し、3回1分28秒KO負けを喫し日本王座は5度目、OPBF王座は6度目の防衛に失敗、王座から陥落した。
2016年4月12日、現役引退を表明、「ここ数年は負けたら終わりと思ってボクシングをしていた。未練はない。こんなに長く現役をやれるとは思っていなかった。支えてくれたすべての人に感謝したい」と語った。

## 戦績
- プロボクシング：37戦27勝(13KO)9敗1分

| 戦           | 日付           | 勝敗 | 時間     | 内容        | 対戦相手                     | 国籍           | 備考                                                   |
| ------------ | -------------- | ---- | -------- | ----------- | ---------------------------- | -------------- | ------------------------------------------------------ |
| 1            | 2003年8月29日  | ☆    | 1R 0:39  | KO          | 小林英樹（横田S）            | 日本           | プロデビュー戦                                         |
| 2            | 2003年12月16日 | ☆    | 1R 0:49  | KO          | 玉春潤一（新開）             | 日本           |                                                        |
| 3            | 2004年2月2日   | ☆    | 4R       | 判定3-0     | 荒井操（草加有沢）           | 日本           |                                                        |
| 4            | 2004年6月23日  | ★    | 1R 2:50  | TKO         | 荒井操（草加有沢）           | 日本           |                                                        |
| 5            | 2004年10月25日 | ☆    | 4R 0:33  | TKO         | 森平朋寛（角海老宝石勝又）   | 日本           |                                                        |
| 6            | 2005年2月14日  | ☆    | 2R 1:25  | TKO         | 今井桃太郎（三迫）           | 日本           |                                                        |
| 7            | 2005年5月15日  | △    | 6R       | 判定1-1     | 上石剛（コーエイ工業小田原） | 日本           |                                                        |
| 8            | 2005年9月29日  | ★    | 6R       | 判定0-2     | 寺田千洋（新日本タニカワ）   | 日本           |                                                        |
| 9            | 2006年2月23日  | ☆    | 6R       | 判定2-0     | 下川原雄大（角海老宝石）     | 日本           |                                                        |
| 10           | 2006年6月22日  | ☆    | 5R       | 判定3-0     | 下川原雄大（角海老宝石）     | 日本           |                                                        |
| 11           | 2006年8月23日  | ☆    | 5R       | 判定3-0     | トム岡川（M.T.）             | 日本           |                                                        |
| 12           | 2006年10月24日 | ★    | 5R 0:53  | 負傷判定0-3 | 今井桃太郎（三迫）           | 日本           |                                                        |
| 13           | 2007年6月18日  | ★    | 8R 2:49  | 負傷判定0-3 | 佐々木基樹（協栄）           | 日本           |                                                        |
| 14           | 2007年12月1日  | ☆    | 3R 2:15  | TKO         | 山口裕司（JBS）              | 日本           |                                                        |
| 15           | 2008年4月22日  | ★    | 7R 2:41  | KO          | 日高和彦（新日本木村）       | 日本           | OPBF東洋太平洋スーパーウェルター級タイトルマッチ       |
| 16           | 2008年8月12日  | ☆    | 8R       | 判定3-0     | 和田直樹（花形）             | 日本           |                                                        |
| 17           | 2009年1月22日  | ☆    | 2R 1:52  | TKO         | 海老根範充（国際）           | 日本           |                                                        |
| 18           | 2009年7月20日  | ☆    | 3R 1:53  | TKO         | 吉田真樹（新日本カスガ）     | 日本           |                                                        |
| 19           | 2009年11月1日  | ☆    | 12R      | 判定3-0     | 野中悠樹 （尼崎）            | 日本           | 日本・OPBFスーパーウェルター級タイトルマッチ           |
| 20           | 2010年3月25日  | ★    | 8R 2:26  | TKO         | チャーリー太田（八王子中屋） | アメリカ合衆国 | 日本・OPBF王座陥落                                     |
| 21           | 2010年7月28日  | ☆    | 8R       | 判定3-0     | 渡辺浩三（斎田）             | 日本           |                                                        |
| 22           | 2011年1月31日  | ☆    | 8R       | 判定3-0     | 吉田真（宮田）               | 日本           |                                                        |
| 23           | 2011年4月4日   | ☆    | 1R 1:18  | KO          | 中堀剛（本多）               | 日本           |                                                        |
| 24           | 2011年8月8日   | ★    | 6R 1:53  | KO          | チャーリー太田（八王子中屋） | アメリカ合衆国 | 日本・OPBFスーパーウェルター級タイトルマッチ           |
| 25           | 2011年12月31日 | ☆    | 6R       | 判定3-0     | 相沢健治（オサム）           | 日本           |                                                        |
| 26           | 2012年6月2日   | ☆    | 10R      | 判定3-0     | 中川大資（帝拳）             | 日本           | 日本スーパーウェルター級タイトルマッチ                 |
| 27           | 2012年10月8日  | ☆    | 10R      | 判定3-0     | 十二村喜久（角海老宝石）     | 日本           | 日本王座防衛1                                          |
| 28           | 2013年1月12日  | ☆    | 8R 2:53  | TKO         | 細川貴之（六島）             | 日本           | 日本王座防衛2                                          |
| 29           | 2013年5月4日   | ☆    | 9R 1:07  | 負傷判定3-0 | 淵上誠（八王子中屋）         | 日本           | OPBF東洋太平洋ミドル級タイトルマッチ                   |
| 30           | 2013年8月25日  | ★    | 2R 2:24  | TKO         | 村田諒太（三迫）             | 日本           |                                                        |
| 31           | 2014年3月1日   | ☆    | 12R      | 判定3-0     | 中川大資（帝拳）             | 日本           | 日本・OPBFミドル級王座統一戦／ 日本王座獲得・OPBF防衛1 |
| 32           | 2014年7月5日   | ☆    | 12R      | 判定3-0     | 西田光（川崎新田）           | 日本           | 日本王座防衛1・OPBF防衛2                               |
| 33           | 2014年12月6日  | ☆    | 12R 1:49 | TKO         | 淵上誠（八王子中屋）         | 日本           | 日本王座防衛2・OPBF防衛3                               |
| 34           | 2015年3月26日  | ☆    | 4R 2:39  | TKO         | マイケル・スピード・シガラキ | インドネシア   |                                                        |
| 35           | 2015年8月8日   | ☆    | 8R 1:40  | TKO         | 秋山泰幸（ヨネクラ）         | 日本           | 日本王座防衛3・OPBF防衛4                               |
| 36           | 2015年11月9日  | ☆    | 7R 1:31  | TKO         | 前原太尊康輝（六島）         | 日本           | 日本王座防衛4・OPBF防衛5                               |
| 37           | 2016年3月11日  | ★    | 3R 1:28  | KO          | 西田光（川崎新田）           | 日本           | 日本・OPBF王座陥落                                     |
| テンプレート |                |      |          |             |                              |                |                                                        |

## 獲得タイトル
- 第30代日本スーパーウェルター級王座（防衛0）
- 第28代OPBF東洋太平洋スーパーウェルター級王座（防衛0）
- 第33代日本スーパーウェルター級王座（防衛2）
- 第45代OPBF東洋太平洋ミドル級王座（防衛5）
- 第59代日本ミドル級王座（防衛4）